# Магнолия лекарственная

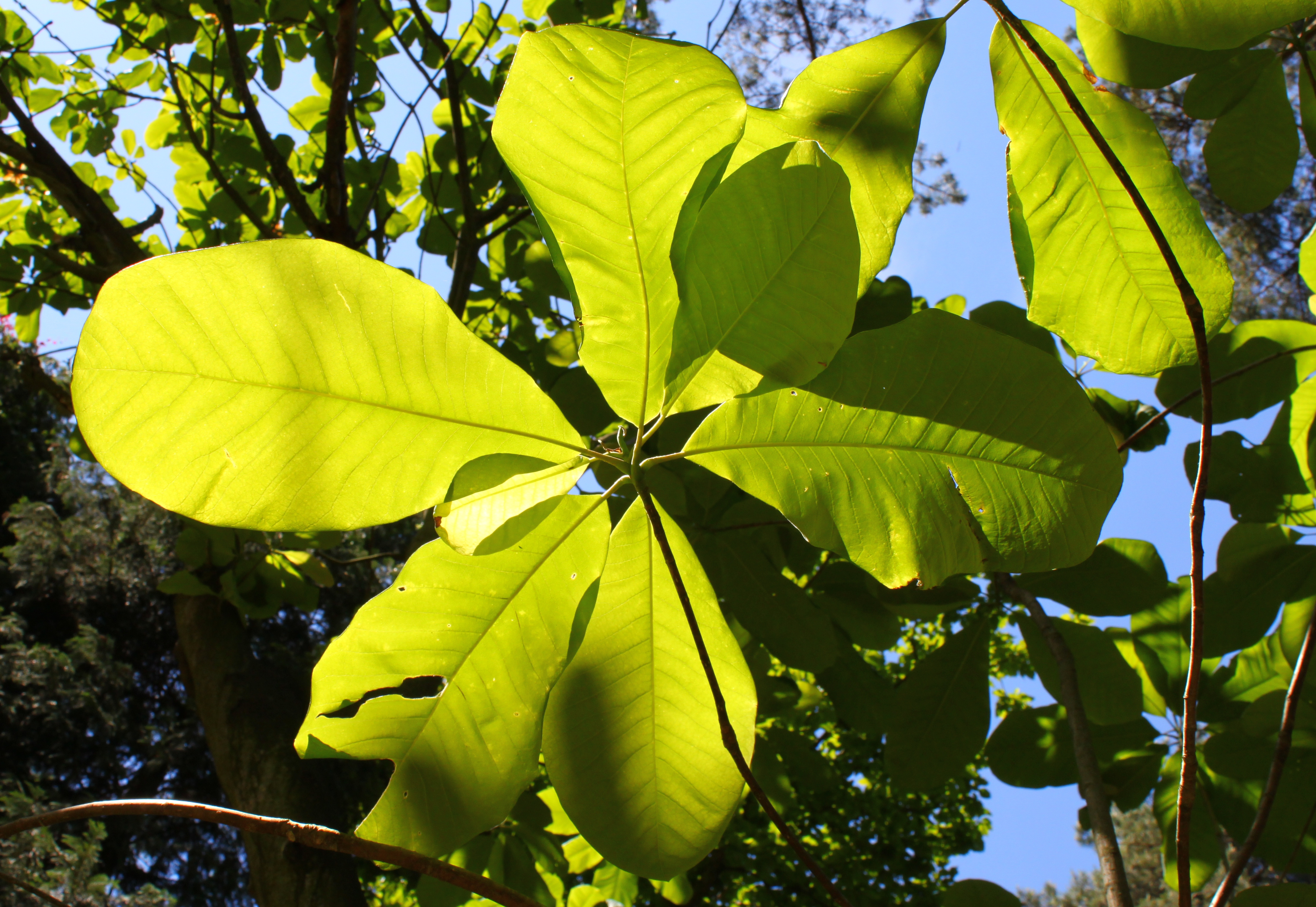
Листья

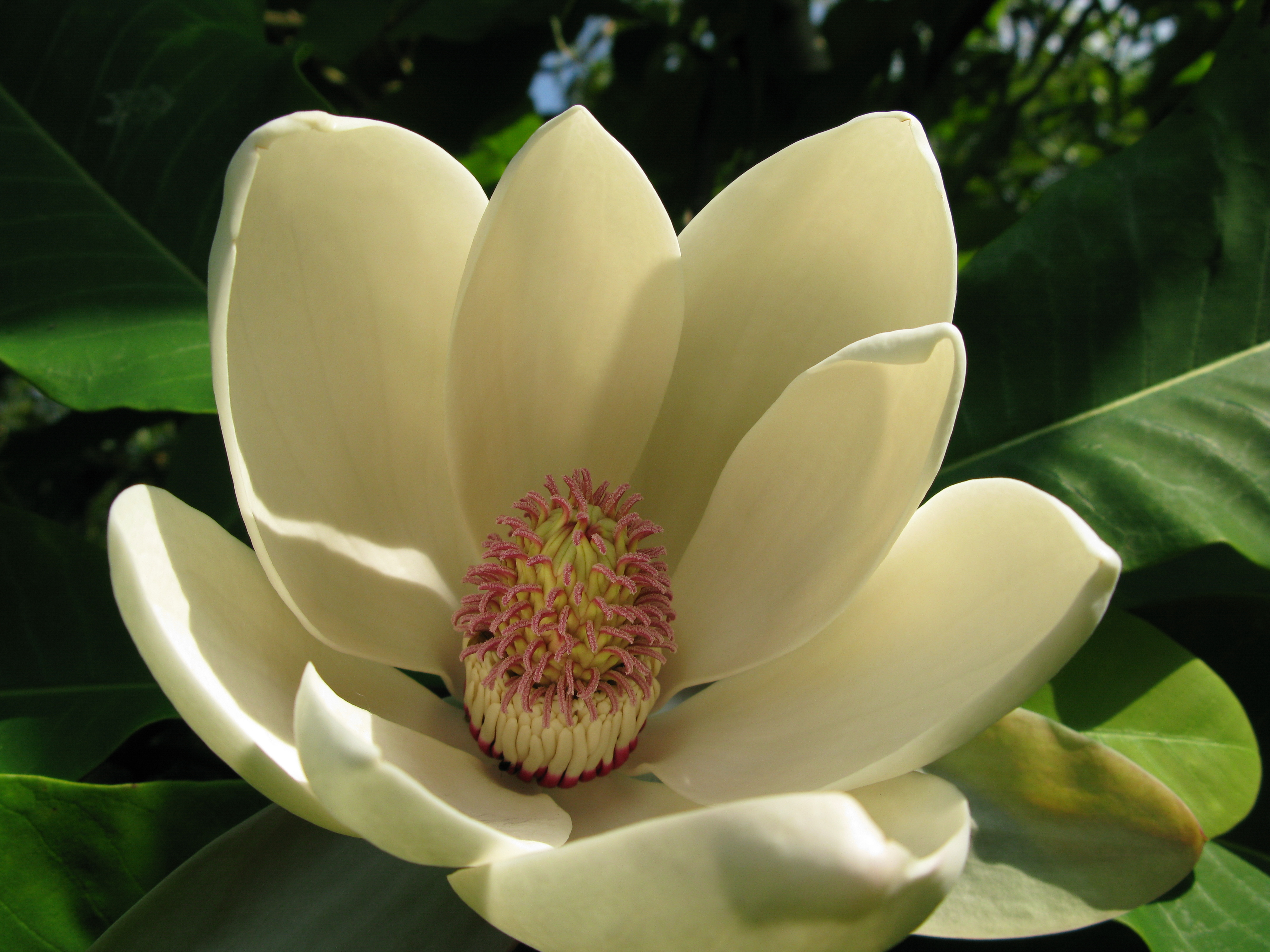
Цветок

Магно́лия лека́рственная (лат. Magnolia officinalis) — вид двудольных растений рода Магнолия (Magnolia) семейства Магнолиевые (Magnoliaceae). Впервые описан ботаниками Альфредом Редером и Эрнестом Генри Уилсоном в 1913 году.
Подвид — Magnolia officinalis var. biloba Rehder & E.H. Wilson.

## Распространение и среда обитания
Эндемик Китая. Известна из провинций Аньхой, Фуцзянь, Гуандун, Гуйчжоу, Хубэй, Хунань, Цзянси, Шэньси, Сычуань, Чжэцзян, Гуанси-Чжуанского и Тибетского автономных районов.
Произрастает в основном в широколиственных листопадных лесах на высоте до 2000 м. Предпочитает влажную почву.

## Ботаническое описание
Фанерофит. Дерево высотой 12—20 м.
Цветки обоеполые, опыляются жуками.
Цветёт в мае и июне, семена созревают с августа по октябрь.

## Значение
Используется в традиционной китайской медицине в течение около 2000 лет. Кора (обычно сушёная) применяется при лечении заболеваний пищеварительной системы, рвоты, диареи, мокроты, вздутия живота, астмы, при потере аппетита; имеет антисептическое, спазмолитическое, мочегонное, отхаркивающее и ряд других свойств. Отвар из бутонов магнолии лекарственной считается эффективным для стимулирования менструации у женщин (при беременности противопоказан). Цветки как в свежем, так и в сушёном виде используются для лечения одышки, вздутия живота и так далее. Экстракты растения содержат эфирные масла и бактерицидные вещества.
Выращивается и как декоративное растение.

## Природоохранная ситуация
Из-за снижения лесных массивов и активного сбора коры Международный союз охраны природы присвоил виду статус «near threatened» («близок к уязвимому положению»).

## Синонимы
Синонимичные названия:
- Houpoea officinalis (Rehder & E.H. Wilson) N.H. Xia & C.Y. Wu
- Magnolia cathayana D.L. Fu & T.B. Chao
- Magnolia officinalis var. glabra D.L. Fu, T.B. Chao & H.T. Dai
- Magnolia officinalis var. pubescens C.Y. Deng